# Juan de Lorena
Juan de Lorena (Bar-le-Duc, 9 de abril de 1498-Neuvy-sur-Loire, 18 de mayo de 1550) fue un cardenal francés, que era arzobispo de Reims,  Lyon y Narbona, obispo de Metz,  Toul,  Verdun,  Thérouanne, Luçon, Albi,  Valence,  Nantes y Agen. Él a veces es conocido como el Cardenal de Lorena.

## Biografía
Fue hijo de René II de Lorena y hermano menor de Antonio de Lorena y Claudio I de Guisa.
Se le considera un gobernante corrupto que antes de morir desperdició la mayor parte de la riqueza que había derivado de estos y otros beneficios. Parte de sus preferencia eclesiásticas, las renunció a favor de sus sobrinos. Se convirtió en un miembro del Consejo Real en 1530, y en 1536 se le confió una embajada a Carlos V. A pesar de ser una ayuda complaciente en los placeres de Francisco I de Francia, cayó en desgracia en 1542, y se retiró a Roma.
Él era extremadamente disoluto, pero era un mecenas generoso del arte y aprendizaje, como protector y amigo de Erasmo de Róterdam, Clément Marot y François Rabelais hizo algo para contrarrestar la impopularidad general de su calculador hermano, el duque de Guisa.